# 캘린더 효과
캘린더 효과(calender effect, 달력 효과)는 시장 이상 현상, 주식 시장의 다른 행동 또는 달력과 관련된 것으로 보이는 경제적 효과(예: 요일, 월 중 시간, 연중 시간, 시간)이다. (미국 대통령 주기 내, 세기 내의 10년 등...)
어떤 사람들은 이것들이 존재한다면 시장 타이밍(market timing)을 사용할 수 있다고 믿는다.
계절 패턴은 가격에만 국한되지 않는다. 많은 다른 시스템이 같은 종류의 달력 효과를 나타낼 수 있다. 그러나 이 용어는 경제적 맥락에서 가장 자주 사용된다.

## 원인
품목의 가용성과 수요가 일년 내내 일정하지 않기 때문에 시장 가격은 종종 계절적 경향의 영향을 받는다. 예를 들어, 천연 가스 가격은 난방 연료로 수요가 많기 때문에 종종 겨울에 상승한다. 여름에는 난방 수요가 낮아지면 일반적으로 가격이 하락한다.